# Mały Przewodnik Katolicki
Mały Przewodnik Katolicki – miesięcznik katolicki dla dzieci wydawany przez Święty Wojciech Dom Medialny w Poznaniu. Początki czasopisma sięgają 1897.

## Historia czasopisma
„Mały Przewodnik Katolicki” nawiązuje do tradycji dodatków do „Przewodnika Katolickiego”. 1 października 1897 ukazał się pierwszy numer „Przewodnika Katolickiego” zawierający dodatek „Opiekun Dziatek”. „Opiekun Dziatek” był wydawany do 1926, a redagowali go: ks. Józef Kłos, Paula Wężyk, Adam Marszałek. Kontynuację tego dodatku wydawano w latach 1927–1930 pod nazwą „Nasza Przyszłość”, a od 1930 jako „Mały Przewodnik”. Numer 47 z 1938 oraz niektóre wydania z 1939 zawierały podtytuł „Dla Krucjaty Eucharystycznej”. Wydawanie „Małego Przewodnika” zostało zawieszone w latach 1939–1956.
Czasopismo pod tytułem „Mały Przewodnik Katolicki” wydawane jest od 1989. W 2020 nie ukazały się w wersji papierowej dwa wydania miesięcznika (kwietniowy i majowy), co uwarunkowane było sytuacją pandemiczną. Numer kwietniowy pojawił się tylko w wersji elektronicznej.
W 1989 i 1990 nakład czasopisma wynosił 40 tys. egzemplarzy, w latach 90. XX w. kształtował się na poziomie 38-50 tys. egzemplarzy, a w 2007 liczył ok. 20 tys. egzemplarzy.
„Mały Przewodnik Katolicki” adresowany jest głównie do dzieci w wieku od 6 do 11 lat, w szczególności dla tych przygotowujących się do przyjęcia pierwszej Komunii Świętej.

## Zespół redakcyjny
Redaktorami naczelnymi „Małego Przewodnika Katolickiego” byli m.in. Marek Jędraszewski, Dariusz Madejczyk, Tomasz Rogoziński. 
Obecnie zespół redakcyjny tworzą (według stanu na 2022): 
- s. Ines Krawczyk MChR (redaktor naczelna),
- Joanna Linka (redaktor).

W miesięczniku publikują m.in. Grzegorz Kasdepke, Eliza Piotrowska, s. Bogusława Błądek MChR, Magdalena Starzec, Joanna Winiecka-Nowak, Elżbieta Kidacka, Anna Gensler, Andrzej Sikorski, Agnieszka Antoniewicz.